# TITUS計劃
TITUS是網上一個有關印歐語研究的計劃，由德國法蘭克福的歌德大學（Johann Wolfgang Goethe-Universität, Frankfurt am Main）比較語言學院、捷克布拉格查理大學（Charles University）的、丹麥哥本哈根大學的一般及應用語言學系及西班牙奧維耶多大學的「古典及希羅哲學系」（Departamento de Filología Clásica y Románica (Filología Griega)）共同協作。「TITUS」這個名字其實是的縮寫，意思就是印歐語文本和語言材料類語辭典。

## Cyberbit字型
一般人認識TITUS，很可能是因為TITUS為電腦使用者提供了一套可以免費使用的Unicode字型：TITUS Cyberbit Basic。這套字型是除了Code2000以外支援字數最多的一隻字體，但它的質量卻比Code2000高很多，亦沒有Code2000的錯字毛病。

## 附注
1. ↑  哥本哈根大學的「一般及應用語言學系」已跟「北歐研究系」合併，成為「北歐及語言學系」。

## 外部連結
- TITUS計劃英語主頁（页面存档备份，存于）
- Cyberbit字型下載網址